# Puthia Upazila
Puthia Upazila är ett underdistrikt i Bangladesh.   Det ligger i provinsen Rajshahi, i den centrala delen av landet, 180 km väster om huvudstaden Dhaka.
Trakten runt Puthia Upazila består till största delen av jordbruksmark. Runt Puthia Upazila är det mycket tätbefolkat, med 1 313 invånare per kvadratkilometer.